# Vohlisaari (ö i Egentliga Tavastland, Tavastehus, lat 60,96, long 24,82)
Vohlisaari är en ö i Finland. Den ligger i sjön Isojärvi och i kommunen Janakkala i den ekonomiska regionen  Tavastehus ekonomiska region  och landskapet Egentliga Tavastland, i den södra delen av landet, 90 km norr om huvudstaden Helsingfors. Öns area är 1,6 hektar och dess största längd är 190 meter i sydöst-nordvästlig riktning.